# Волл-стріт (фільм)
«Волл-стріт» — кінематографічна драма режисера Олівера Стоуна 1987 року. Фільм здобув премію «Оскар» за найкращу головну чоловічу роль (Майкл Дуглас). Завоював ще 6 різноманітних кінематографічних нагород.

## Сюжет
Події відбуваються в 1985 році в Нью-Йорку.
Молодий, амбіційний брокер Бад Фокс (Чарлі Шин) готовий на все, щоб пробитися до вершин біржової торгівлі. Його кумир — Гордон Гекко (Майкл Дуглас), акула ринку. Фокс намагається зустрітися з ним, адже зустріч з такою людиною для нього — надзвичайна нагода, та всі його намагання марні — Гекко занадто зайнятий. Випадково отримавши від свого батька інсайдерську інформацію про те, що найближчим часом суд ухвалить рішення на користь авіакомпанії «Bluestar», Фокс, під приводом привітання з Днем народження, проникає до Гордона і розказує йому про це, пропонуючи купити акції авіакомпанії раніше, ніж вони подорожчають. Ця пропозиція зацікавлює Гордона, і з цього моменту починається ділова співпраця молодого брокера і акули ринку, яка кардинально вплинула на подальшу долю Бада Фокса...

## Знімання
Роллю Бада Фокса цікавився Том Круз, але Олівер Стоун віддав перевагу Чарлі Шину, який і знявся врешті в головній ролі. Майкл Дуглас, який регулярно знімався в героїчних ролях у таких фільмах, як «Роман з каменем», підшукував собі роль негативного персонажа, і зацікавився роллю Гордона Гекко. Студія хотіла, щоб у ролі Гордона Гекко знявся Воррен Бітті, але він відмовився. Сам Олівер Стоун спершу хотів знімати в цій ролі Річарда Гіра, але той також відмовився, і режисер зупинився на кандидатурі Майкла Дугласа, незважаючи на численні попередження не знімати його. Стоун згадує: «Коли б чи не кожний в Голлівуді попереджував мене, що Майкл не зможе грати, що він швидше продюсер, ніж актор, і буде проводити весь час у своєму фургоні, теревенячи по телефону. Але коли Майкл грав, він віддавав себе цілком і повністю». Майкл Дуглас згадує: «Я вважав це видатною роллю. Сценарій був довгим, і в ньому були величезні монологи. Я ніколи раніше не бачив сценарію, в якому б монологи займали по 2-3 сторінки. Я подумав: ого! Це просто неймовірно!». Щоб ужитися в роль, Майкл Дуглас читав біографії акул біржового ринку.
Деріл Ганна, яка знялася в ролі подруги Бада Фокса, не любила свою роль і грала з помітним невдоволенням. Стоун пізніше згадував: «Деріл не подобалась її роль, і мені б не слід було її знімати. Моя команда мріяла позбутися її після першого ж дня зйомок. Але моя гординя була настільки великою, що я сказав: все врешті-решт буде добре».
Акторка Шон Янг, яка зіграла дружину Гордона Гекко, напряму висловила свою думку про те, що Деріл треба звільнити, а її роль передати їй. Пізніше Стоун зізнався, що він все ж мав би поміняти місцями Деріл Ганна і Шон Янг.

## Перша версія
Початковий монтаж фільму був приблизно на 40 хвилин довший за кінцеву версію, показану в кінотеатрах: 160 хвилин замість 120. Більшість з потім демонтованих епізодів стосувалися роману Бада Фокса та Кейт, дружини Гордона Гекко. Внаслідок цього роль Кейт у фільмі зменшилася до майже епізодичної. Це також пояснює, чому Гордон так агресивно повівся з Бадом у фіналі стрічки.
Інші вирізані сцени стосувалися посилань на минуле Дерієн, яка починала свою «кар'єру» як дівчина за викликом. Частина викинутих епізодів пояснює, яким чином Бад Фокс став президентом авіакомпанії «Bluestar», одночасно продовжуючи працювати брокером, що виглядає дивно і недоречно в фінальній версії фільму.

## У ролях
- Майкл Дуглас — Гордон Гекко
- Чарлі Шин — Бад Фокс
- Деріл Ганна — Дерієн Тейлор
- Мартін Шин — Карл Фокс
- Джон Макгінлі — Марв (Марвін)
- Теренс Стемп — сер Ларрі Вілдман
- Джеймс Карен — Гаррі Лінч
- Гел Голбрук — Лу Мангейм
- Шон Янг — Кейт Гекко
- Джеймс Спейдер — Роджер Барнс
- Сол Рубінек — Гарольд Солт
- Франклін Кавер — Ден
- Сильвія Майлз — рієлтор Долорес
- Міллі Перкінс — місіс Фокс
- Джош Мостел — Оллі
- Пол Ґілфойл — Стоун Лівінгстоун
- Тамара Тюні — Каролін
- Андреа Томпсон — Ліза

## Цікаві факти
- Робоча назва фільму — «Жадібність».
- Актор Мартін Шин, який зіграв Карла Фокса, батька Бада Фокса — батько актора Чарлі Шина.
- В 1987 г. Деріл Ганна, яка виконала роль Дерієн, отримала антинагороду «Золота малина» як найгірша виконавиця ролі другого плану.
- Фільм присвячений батьку Олівера Стоуна Луїсу Стоуну (1910—1985), біржовому брокеру, який свого часу досягнув успіху на Нью-Йоркській біржі. Сценарій написав Стоун за мотивами спогадів про батька.[1]
- Фраза «Жадібність — це добре», сказана Гордоном Гекко, належить Івану Боскі (Ivan Boesky), біржовому ділку 1980-х рр.[2] Саме він, можливо, в чомусь став прототипом Гордона Гекко, оскільки дійсно втратив гроші внаслідок падіння цін на придбані перед тим акції[3] (ця історія увійшла до книги Джеймса Стюарта «Жадібність і слава Волл-стріт», у якій також згадується, що слова «Жадібність — це добре» були сказані Іваном Боскі).
- За версією журналу «Premiere» фраза: «Жадібність — це добре» входить до топ—100 найпопулярніших фраз фільмів ХХ століття під номером 70.[4]
- У фільмі «Гарячі голови 2» (Hot Shots! Part Deux), в епізоді де на човнах зустрічаються Мартін Шин і Чарлі Шин, можна почути фразу «Классно зіграв у „Волл-стріт“!».
- Гордон Гекко розмовляє по мобільному телефону Motorola DynaTac 8000X — перший у світі стільниковий телефон.[5]
- В історії кінематографу є фільм з такою ж назвою — «Волл-стріт». Він вийшов на екрани 1 грудня 1929 року.[6]

## Виноски
1. ↑  Олівер Стоун (Oliver Stone) | GoodCinema.ru [Архівовано 6 березня 2016 у Wayback Machine.](рос.)
2. ↑  Ъ-Деньги — Семейное дело Ивана Боски(рос.)
3. ↑  OZON.ru — Жадібність і слава Волл-стріт [Архівовано 2 липня 2015 у Wayback Machine.](рос.)
4. ↑  The 100 Greatest Movie Lines. Архів оригіналу за 22 січня 2009. Процитовано 1 грудня 2010.
5. ↑  Prive Phone — золоте повернення на 27 років назад / СОТОВИК [Архівовано 18 серпня 2010 у Wayback Machine.](рос.)
6. ↑  Wall Street (1929) [Архівовано 13 жовтня 2010 у Wayback Machine.](англ.)